# José Peña Suazo
José Virgilio Peña Suazo (Cotuí, Sánchez Ramírez, República Dominicana, 18 de enero de 1967) es un cantante de merengue dominicano. Formó parte de grupos musicales, hasta la formación de su propio grupo, La Banda Gorda.

## Historia
José Peña Suazo nació en 1967 en la provincia de Sánchez Ramírez en la República Dominicana lo expuso a los géneros latinos de la música. Fue instruido en la música a la edad de 17 años con su maestro Juan Eutimo Jerez. Sin embargo, después de que su hermano mayor, Arturo Suazo, formó su propio grupo, Suazo se inspiró para tomar la trompeta.
En 1987, Suazo se trasladó a Santo Domingo, con la esperanza de formar parte de un grupo que lo adquiriría fama y fortuna. Se integró a la Banda de Música del Cuerpo de Bomberos de Santo Domingo. Descontento Sin embargo, luego se unió a La Orquesta de Cuco Valoy, donde fue capaz de obtener la posición de primera trompeta. También se le permitió componer y arreglar algunos de los estilos de la música del grupo. Después de haber logrado que estaba se acercó para ser el director musical de otro grupo de merengue llamado La Artillería.
En 1991, volvió a tocar la trompeta con la  Coco Band. Él también estaba componiendo y arreglando los estilos musicales del grupo también. Sus arreglos y composiciones se hicieron sentir fuertemente en la orquesta de Pochy Familia con "A usted lo botan", "La compota" y "Penas de amores". En 1993 forma parte de la agrupación "La Rokabanda". Muchas agrupaciones han interpretado sus temas entre estas figuran, Fernando Villalona, Sergio Vargas, José Alberto "El Canario", La Coco Band, Los Sabrosos del Merengue, Yvonne y Rokabanda.

## La Banda Gorda
En 1994 Suazo fue por su cuenta y formó su propio grupo al que llamó "José Peña Suazo y la Banda Gorda", apodado 'Banda Gorda' para abreviar. Del grupo primer disco "Libre al fin" (Libere en el último), fue lanzado el 19 de abril de 1994. El grupo ha hecho discos con regularidad, desde entonces.

## Discografía
- Libre al Fin (1994)
- Candela Pura (1995)
- Tu Muere Aquí (1996)
- Por el Mismo Camino... Durísimo (1997)
- Bachata Gorda: 14 Éxitos Encendío! (1997)
- Calienta Esto (1998)
- Evolución (1999)
- Aquí, Pero Allá... (1999)
- 20th Anniversary (1999)
- Esta Noche (2000)
- Melao' (2002)
- 10th Anniversary (2002)
- Sueña (2004)
- Puro Mambo (2004)
- Más Durísimo (2005)
- Unplugged!! En Vivo!! (2006)
- The Number One (2008)
- Ironía (2008)
- 2 Grandes del Merengue Vol. 2 (con Kinito Mendez) (2008)
- Esto Se Baila Así (2011)